# 294 (số)
294 (hai trăm chín mươi tư) là một số tự nhiên ngay sau 293 và ngay trước 295.